# Kostel svaté Maří Magdaleny (Skořenice)
Kostel svaté Máří Magdaleny je římskokatolický filiální kostel ve Skořenicích v Pardubickém kraji. Kostel byl založen ve druhé polovině 19. století.

## Současnost
Pravidelné bohoslužby se v kostele konají každou druhou neděli v měsíci. Ke kostelu náleží i hřbitov.

## Farnost
Duchovní správou kostele je pověřena Římskokatolická farnost – děkanství v Chocni.

### Duchovní správci
- 1879–1894 Jan Cvrk († 1914)
- Alois Broul
- Josef Haška
- Jan Hnátek
- do roku 1922 Augustin Michálek
- 1922–1946 Karel Stehlík († 1946), čestný konsistorní rada, biskupský notář, děkan ve Skořenicích
- František Beneš
- Josef Uhlíř
- Jan Bárta
- Antonín Mervart
- p. Flégr
- Jiří Zábranský
- 1993–2009 R.D. Bohuslav Půlkrábek (děkan)
- 2009–2010 R.D. Mgr. Miroslav Dítě (administrátor)
- 2010–2014 R.D. ThLic. Jiří Pešek (administrátor)
- 2014–2015 R.D. Mgr. Vít Horák (administrátor ex currendo z Ústí nad Orlicí)
- od roku 2015 R.D. Mgr. Bogdan Roman Ganczarski (administrátor)

## Galerie

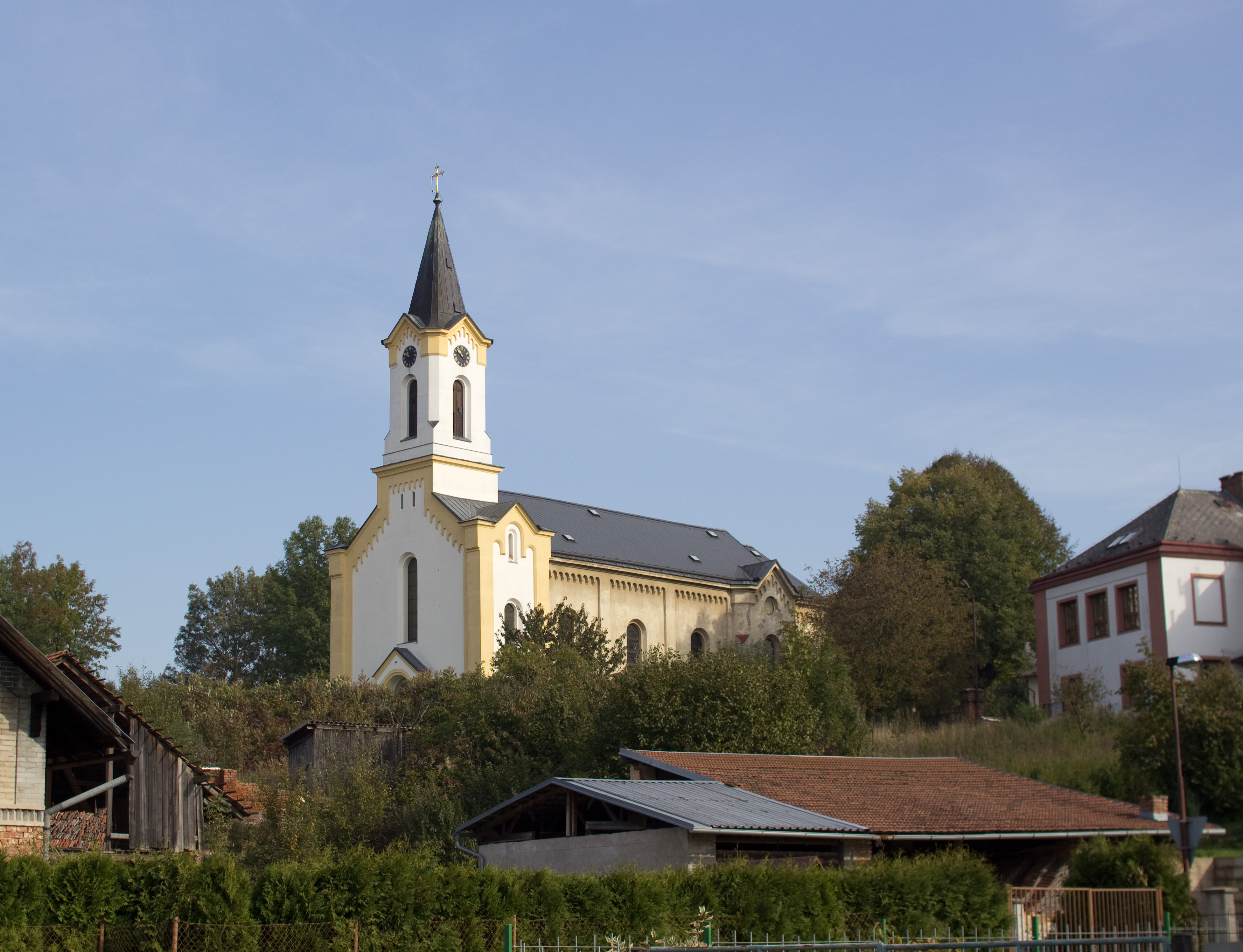
Kostel svaté Máří Magdaleny
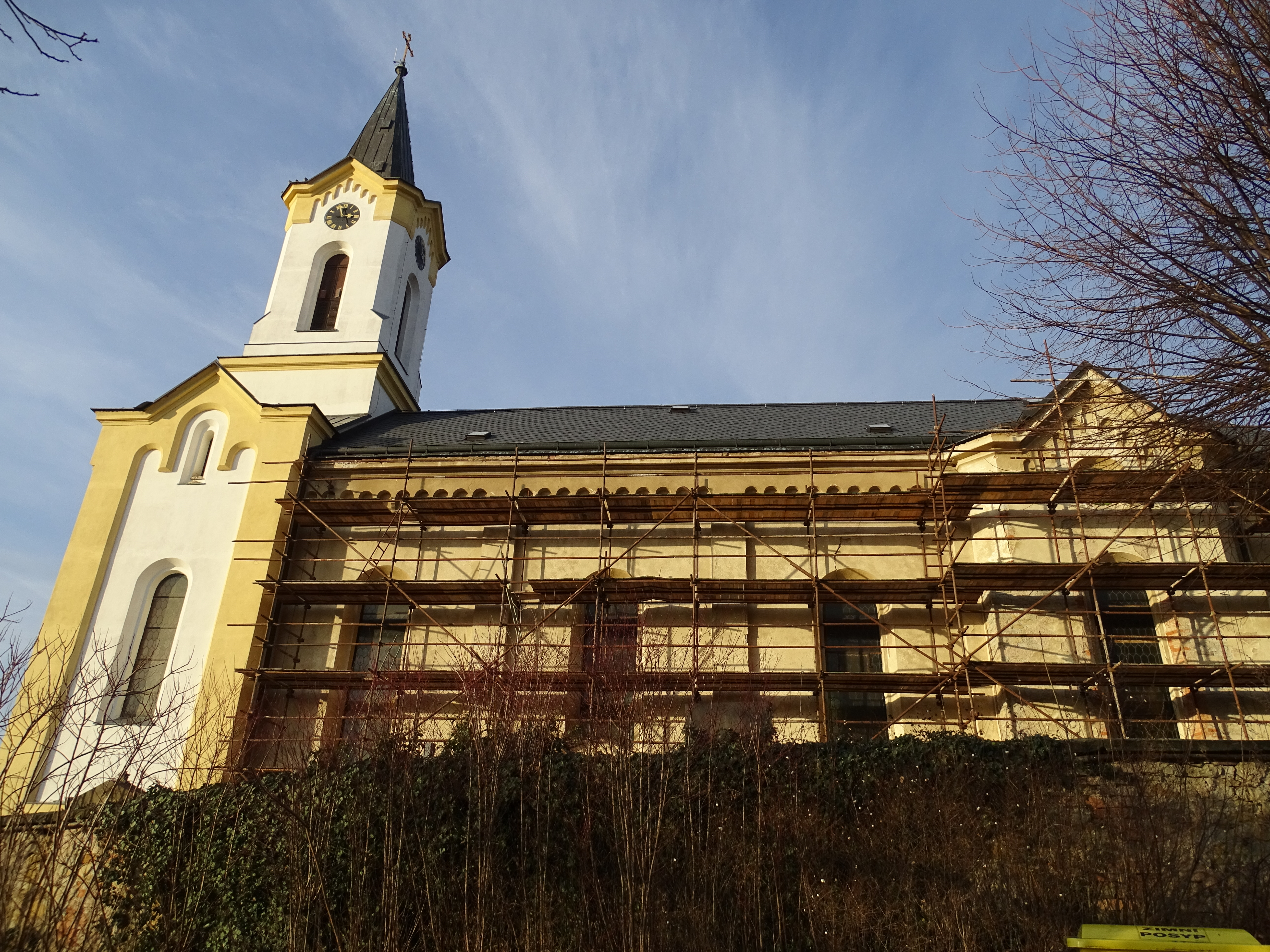
Rekonstrukce fasády